# Tel Malkoach
Tel Malkoach (hebrejsky: תל מלקוח) je pahorek a sídelní tel o nadmořské výšce cca - 140 metrů v severním Izraeli, v Bejtše'anském údolí.
Leží na jižním okraji zemědělsky intenzivně využívaného Bejtše'anského údolí, nedaleko od hranice Západního břehu Jordánu, cca 10 kilometrů jižně od města Bejt Še'an a cca 4 kilometry jihozápadně od vesnice Tirat Cvi. Má podobu nevýrazného odlesněného návrší, po jehož severovýchodním okraji prochází dálnice 90. Severně od pahorku protéká vádí Nachal Bezek. Archeologické výzkumy tu prokázaly dlouhou sídelní tradici, od eneolitu a po byzantské období.